# Santu Casanova
Pour les articles homonymes, voir  Casanova.
 (novembre 2011).
Si vous disposez d'ouvrages ou d'articles de référence ou si vous connaissez des sites web de qualité traitant du thème abordé ici, merci de compléter l'article en donnant les références utiles à sa vérifiabilité et en les liant à la section « Notes et références ».
« « In stu jornu, 29 ottobre di l'annu XV, in lu quale lasciu per sempre a me' Corsica natìa, e propriu quand'eju sbarcu a Livornu, patria amata di Costanzo e Galeazzo Ciano e di tanti eroi, mi pare di rinasce e di ripiglià forze cume Anteo a u cuntattu d'a Terra chi fu culla d'i nostri antenati e rimane per noi còrsi a vera patria; eju, dunque, in stu jornu di luce e di bellezza, Vi porghiu cun amore e rispettu, o Duce immurtale, u me' salutu fraternu. Vogliate gradirlu cume l'omaggiu di a nostra Corsica, surella italiana purissima. A noi! » »
— Télégramme envoyé par Casanova à Mussolini Octobre 29, 1936
        
« En ce jour, le 29 octobre du XVe, où je quitte pour toujours ma Corse natale, et juste quand j'atterris à Livourne, patrie bien-aimée de Costanzo et Galeazzo Ciano et de nombreux héros, il me semble renaître et reprendre des forces comme Anteo au contact de la Terre qui fut le berceau de nos ancêtres et reste pour nous la véritable patrie ; je vous offre donc, en ce jour de lumière et de beauté, avec amour et respect, ô Duce immortel, mes salutations fraternelles. Profitez-en pour rendre hommage à notre Corse, notre plus pure sœur italienne. A nous ! »
Santu Casanova est un poète corse originaire de Riventosa par son père et d'Arbori par sa mère. Il est né le 3 juillet 1850 à Azzana et mort à Livourne (Italie) le 27 décembre 1936. Ses cendres ont été transférées à Arbori en 1962.
Il fut l'un des premiers à dissocier le corse de l'italien, et à militer pour que le corse soit considéré comme une langue à part entière et non plus comme un niveau familier de l'italien. Il participa aux prémices d'un régionalisme mené contre la France et sa république, provoqué en partie par une situation économique et sociale catastrophique, poussant un nombre croissant de Corses à l'exil pour fuir la misère. Ce mouvement de protestation passait notamment par la conservation de la langue et de la culture corse en opposition à l'"acculturation française", autrement dit la colonisation, visant à déposséder les Corses de leur culture afin de pouvoir mieux les intégrer à celle de la république française (la Corse est devenue française par suite d'une invasion militaire mettant fin à son indépendance en 1769 et à son régime démocratique fondé par Pascal Paoli, avant d'être placée sous gouvernement militaire pendant un siècle). À l'instar de la plupart des intellectuels corses, Santu Casanova entendait résister par les lettres et les arts à cette francisation forcée de la nation corse.
Santu Casanova fut le fondateur, en 1889, du premier journal en langue corse : A Tramuntanella, Fresca e Zitella, qui deviendra en 1896 A Tramuntana, Fresca e Sana. Cet hebdomadaire traitait de politique et de littérature mais pratiquait également l'humour et la satire et refusait les publications envoyées en langue italienne. Sa parution s'arrêtera en 1919. Santu Casanova était réputé pour être un polémiste politique redouté mais également un conteur doué ainsi qu'un fin poète. 
Deux recueils de ses poèmes ont été publiés: Primavera corsa (1927) qui est un ensemble de courts récits et Fiori di Cirnu (1930) qui rassemble des pièces lyriques et satiriques. Il publiera a primavera in Arburi en 1923 dans l'Annu Corsu.
À la fin de sa vie Santu Casanova a été accusé par les autorités françaises d'être un irrédentiste favorable à l'union de la Corse à l'Italie. En fait, à la fin des années trente en Corse sa sympathie pour l'Italie atteint des sommets inimaginables et Santu Casanova a produit des écrits et des poèmes célébrant la guerre éthiopienne. Il est d'ailleurs pensionné par le gouvernement fasciste italien qui le finance dans ses travaux sur la langue corse, il finira par s'installer à Livourne en Toscane, où il meurt en 1936.

## Œuvres
- Meraviglioso testamento di Francesco, morto in Cargese il 18 maggio 1875 (1876)

- Dialetto còrso : Contrasto curioso tra un Guagnese e un Chiglianese (1876)

- La morte e i funerali di Spanetto (1892)

- Primavera Corsa (1927)

- Fiori di Cirnu (1930)

## Pour approfondir